# Gerhart von Schulze-Gävernitz
Gerhart von Schulze-Gävernitz (Breslavia, 25 de julio de 1864 - Krajanov, 10 de julio de 1943) fue un economista alemán. Su hijo, Gero von Schulze-Gaevernitz, también fue economista.

## Vida
Fue profesor en Friburgo en 1893 y en Heidelberg en 1896, y luego regresó a Friburgo. Después de su jubilación, se convirtió en cuáquero, comunidad religiosa disidente de origen cristiano protestante.
Considerado junto a Lujo Brentano «socialista de cátedra» (Kathedersozialist), esto es, reformista y partidario de una «tercera vía» política. A diferencia de los postulados marxistas («marxismo»), ambos creían que la burguesía no era naturalmente hostil a la clase obrera y por lo tanto, se debían favorecer un acercamiento hacia ella con el fin de obtener reformas concretas que satisfagan las necesidades básicas de su existencia. 

## Obras
- Sobre la paz social: una presentación de la educación político-social del pueblo inglés en el siglo XIX (1890)
- El gran negocio un progreso económico y social: un estudio en el campo de la industria algodonera (1892)
- La visión del mundo y la sociedad de Thomas Carlyle (1893)
- Estudios de economía de Rusia (1899)
- El imperialismo británico y el libre comercio inglés a principios del siglo XX (1906)
- [Coautor] El punto de vista del sector privado en la economía social y la jurisprudencia: cinco ensayos (1914)
- Democracia y religión: un estudio sobre cuáquerismo (1930).